# Meteorito lunar

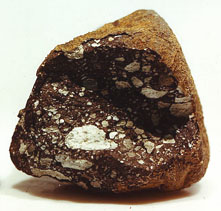
Meteorito lunar Allan Hills 81005

Meteorito lunar o lunalito, un meteorito de la Luna. En otras palabras, son rocas encontradas en la Tierra al haber sido expulsadas de la Luna por el impacto en su superficie de un meteoro asteroidal o posiblemente un cometa.

## Descubrimiento
En 1979 en el continente helado, la Antártida, se descubrió el primer meteorito lunar, Yamato 791197, aunque no se sabría su origen hasta muchos años después. El meteorito Allan Hills 81005 encontrado en 1982, será el primer meteorito donde se averigüe su procedencia lunar. Después más de 40 meteoritos lunares se han ido descubriendo sucesivamente, hasta un peso total de todos ellos de 30 kg. Todos los meteoritos lunares se han encontrado en desiertos calientes o fríos ya que les protegen de la erosión, la gran mayoría en la Antártida, en el norte de África o en Omán.
Es posible conocer de donde han surgido los meteoritos al comparar su mineralogía, la composición química e isotópica con las muestras traídas por el programa Apolo de la NASA.

## Destino la Tierra
La mayoría de los meteoritos lunares se originan en la Luna por los cráteres de impactos de unos pocos kilómetros de diámetro o menores. No se ha identificado de manera positiva el cráter de procedencia concreto de ningún meteorito lunar, aunque el excepcional o extraño meteorito Sayh al Uhaymir 169, se estima que proviene del cráter de impacto Lalande de 25 kilómetros de diámetro al sur de la depresión del Mare Imbrium de la Luna.
La velocidad para que los restos de una colisión escapen de la atracción gravitatoria lunar deben superar al menos una media 2.38 km/s , sólo unas pocas veces más la velocidad del disparo de una bala por un rifle (en torno a 0.7 y 1.0 km/s).
La historia detallada por la exposición de rayos cósmicos han mostrado que todos los meteoritos se expulsaron de la Luna en los últimos 20 millones de años, la mayoría dejaron el satélite en los últimos cien mil años. Después, empezaron a órbitar alrededor de la Tierra hasta que la gravedad les hace finalmente atravesar la atmósfera en unos pocos cientos de miles de años (a veces mucho menos). Algunos meteoritos expulsados por la Luna sin embargo, orbitan alrededor del Sol. Estos permanecen durante mucho tiempo en el espacio pero algunas veces se cruzan con la órbita terrestre y también terminan estrellándose, incluso después de millones de años después del comienzo de su viaje.
La inmensa mayoría de los meteoritos que cruzan la atmósfera terrestre son partes de asteroides (aproximadamente el 99.8%), de la Luna o Marte son casos muy contados y excepcionales.

## Relevancia científica
Las seis misiones Apolo recolectaron muestras y alunizaron en una pequeña zona de la Luna, en un área posteriormente detallada geoquímicamente como anómala por la misión Lunar Prospector. Sin embargo, los numerosos meteoritos lunares son de zonas aleatorias del satélite y por lo tanto son un ejemplo más generalizado de la superficie lunar. La mitad de los meteoritos lunares, por ejemplo, son simplemente material de una zona extensa de la Luna.
Cuando el primer meteorito de la Luna se descubrió en 1982, se especuló que era algún otro meteorito previamente formado en Marte. La identificación correcta de meteoritos lunares en la Tierra se apoyan en la hipótesis: un meteorito impactó en Marte y pudo a su vez haber provocado más meteoritos. También hay divagaciones sobre la posibilidad de encontrar meteoritos terrestres en la superficie lunar. Esto podría resultar muy interesante porque en este caso las piedras terrestres con una antigüedad superior a los 3900 millones de años, que habrían desaparecido en la Tierra por los comunes procesos geológicos, podrían seguir sin apenas variaciones en la Luna. Así algunos científicos han propuesto nuevas misiones para la búsqueda de rocas antiguas de origen terrestre en la superficie lunar.

## Historia
Hoy en día, aproximadamente uno de cada mil nuevos meteoritos descubiertos es un meteorito lunar, mientras que la gran mayoría de meteoritos son de los campos de asteroides. 
A principios del siglo XIX la mayoría de los científicos creían que todos los meteoritos venían de la Luna. Aunque hoy pocos investigadores siguen afirmándolo, también hay teorías sobre la procedencia lunar de las tektitas, y éstos por lo tanto podrían citarse como meteoritos lunares. Sin embargo, para la gran mayoría de los científicos se muestran como teorías anticuadas y poco convincentes.

## Compra y venta de rocas lunares
Los meteoritos lunares son las únicas rocas de la Luna que se pueden vender o comprar a un particular de manera legal. 
Todas las rocas obtenidas en las misiones Apolo se consideran como propiedad de la Humanidad y para el beneficio de la Ciencia, así pues su posesión de manera privada es ilegal, además de su venta y compra. Tampoco están disponibles al público en general, las pequeñas muestras de rocas lunares que consiguió la sonda rusa Luna 16.
Aquellos meteoritos caídos en la superficie terrestre, - generalmente en países como Omán, o África y América - se rigen por el mercado libre, como el resto de meteoritos.